# École de Gaulle-Adenauer
Die École de Gaulle-Adenauer ist eine deutsch-französische Privatschule in Bonn. Sie gehört zum weltweiten System französischer Schulen der AEFE (Agence pour l’Enseignement Français à l’Étranger), der französischen staatlichen Auslandsorganisation für französische Bildung und wird ebenfalls als deutsche Schule staatlich anerkannt. Zum Schuljahr 2017/18 besuchen 186 Schüler die Einrichtung. Das Schulgebäude im Stadtteil Mehlem steht als Baudenkmal unter Denkmalschutz.

## Geschichte
Die Gründung der französischen Schule bestehend aus einem Kindergarten (École Maternelle) und einer Grundschule (École Élémentaire) erfolgte 1950 für Angehörige der französischen Botschaft und der französischen Streitkräfte in der Friedrich-Ebert Straße in Bonn-Bad Godesberg. 1961 kam das Collège hinzu, 1984 das französische Gymnasium (Lycée). Die Konvention mit der AEFE begann 1990. In diesem Jahr wurde das Gymnasium in „Lycée de Gaulle-Adenauer“, nach Charles de Gaulle und Konrad Adenauer umbenannt.
Nach dem Wegzug der französischen Botschaft im Jahr 1999 wurde das Gymnasium im Langwartweg geschlossen und der Name der Schule in École de Gaulle – Adenauer (Kindergarten und Grundschule) geändert.
2008 zog die Schule übergangsweise in die Domhofstraße, um 2011 in die (seit 1976 genutzten) renovierten und ergänzten Räumlichkeiten in der Meckenheimer Straße zurückzukehren. Auf einem Teil des Schulgrundstücks befand sich früher die Mehlemer Synagoge.

## Ehemalige Schüler
- Édouard Philippe (* 1970), vom 15. Mai 2017 bis 3. Juli 2020 Premierminister der Französischen Republik[4]